# Gregory Scott Aldering
Gregory Scott Aldering, född 1960, en amerikansk astronom.
Minor Planet Center listar honom som G. Aldering och som upptäckare av 4 asteroider.
Tillsammans med andra astronomer upptäckte han även supernovan SN 2002bk
Asteroiden 26533 Aldering är uppkallad efter honom.

## Asteroider upptäckta av Gregory Scott Aldering
| 9004 Peekaydee    | 22 oktober 1982 |
| (17398) 1982 UR2  | 20 oktober 1982 |
| (19951) 1982 UW2  | 20 oktober 1982 |
| (100001) 1982 UC3 | 20 oktober 1982 |